# Тарасов, Константин Борисович
Константин Борисович Тарасов (род. 11 февраля 1957, Магадан) — автор-исполнитель, телеведущий, музыкальный продюсер.

## Биография
Константин Тарасов родился 11 февраля 1957 в Магадане. По образованию учитель истории (исторический факультет Московского областного педагогического института им. Н. К. Крупской, 1982).
Играет на нескольких музыкальных инструментах — гитара, баян, контрабас, бас-гитара, барабаны, клавишные. С 1977 г. пишет песни на собственные стихи и на стихи других поэтов. Участник проекта «Песни нашего века».
В 1987—1998 годах работал с Олегом Митяевым в качестве аккомпаниатора и аранжировщика. Написал музыку к нескольким песням из репертуара О. Митяева на его стихи: «С добрым утром, любимая», «По будним дням», «Дует ветер». Является соавтором музыки к песням О. Митяева «Домик на юге Германии» и «Письмо из Африки».
В 1992 году снялся совместно с Олегом Митяевым в видеофильме «Театр общения. Песни Олега Митяева». Режиссёр Галина Хомчик, продюсер Сергей Фоминцев.
Сотрудничает с эстрадными исполнителями. Так, песню К. Тарасова «Ольга» исполняет Владимир Маркин, в 1998 г. вышел одноименный альбом. Песню «Ты живешь на облаках» (на стихи А. Вулыха) исполняет Екатерина Гусева.
Выпустил два сольных альбома: «Разбилось лишь сердце мое» (в 1995 г. альбом вышел на аудио-кассете, в 2000 г. на CD), «Путь наудачу» (2002 г.).
Константин Тарасов принимает участие в творческих вечерах, в том числе за рубежом. Он является сопредседателем жюри фестиваля бардовской песни «Гринландия». 

## Фильмография

### Продюсерские работы
| Год              | Фильм             |
| ---------------- | ----------------- |
| 2006—наст. время | «Мульти-Россия»   |
| 2011—2012        | «Фиксики»         |
| 2014—2019        | «Котики, вперёд!» |